# دلاخ ایم دروتال
دلاخ ایم دروتال (به آلمانی: Dellach im Drautal) یک منطقهٔ مسکونی در اتریش است که در ناحیه اشپیتال آن در دراو واقع شده‌است. دلاخ ایم دروتال ۱٬۷۶۹ نفر جمعیت دارد.

## جغرافیا
دلاخ ایم دروتال در دره Drau در حدود نیمه راه بین Lienz و Spittal، بین کوه های الپ Gailtal در جنوب و گروه Kreuzeck Hohe Tauern در شمال قرار دارد.